# Sioux Falls Skyforce 2008-2009
La stagione 2008-09 dei Sioux Falls Skyforce fu la 3ª nella NBA D-League per la franchigia.
I Sioux Falls Skyforce arrivarono quarti nella Central Division con un record di 25-25, non qualificandosi per i play-off.

## Roster
| N° | Naz.                   | Ruolo | Sportivo        | Anno | Alt. | Peso |
| -- | ---------------------- | ----- | --------------- | ---- | ---- | ---- |
| 00 | Stati Uniti (bandiera) | C     | John Edwards    | 1981 | 213  | 125  |
| 00 | Stati Uniti (bandiera) | A     | Elgrace Wilborn | 1983 | 203  | 100  |
| 9  | Stati Uniti (bandiera) | G     | Gary Ervin      | 1983 | 183  | 83   |
| 10 | Stati Uniti (bandiera) | G     | Frank Williams  | 1980 | 191  | 96   |
| 11 | Stati Uniti (bandiera) | G     | Justin Johnson  | 1983 | 183  | 85   |
| 13 | Stati Uniti (bandiera) | G     | David Bailey    | 1981 | 173  | 75   |
| 14 | Stati Uniti (bandiera) | G     | Milone Clark    | 1983 | 193  | 88   |
| 15 | Stati Uniti (bandiera) | A     | Kasib Powell    | 1981 | 201  | 98   |
| 17 | Stati Uniti (bandiera) | A     | Bobby Jones     | 1984 | 201  | 98   |
| 22 | Stati Uniti (bandiera) | A     | Michael Joiner  | 1981 | 201  | 104  |
| 23 | Panama (bandiera)      | A     | Gary Forbes     | 1985 | 201  | 100  |
| 24 | Stati Uniti (bandiera) | A     | Chris Childress | 1985 | 201  | 109  |
| 34 | Stati Uniti (bandiera) | C     | Greg Stiemsma   | 1985 | 211  | 118  |
| 42 | Stati Uniti (bandiera) | C     | C.J. Giles      | 1985 | 211  | 109  |
| 42 | Stati Uniti (bandiera) | A     | Glen McGowan    | 1981 | 206  | 104  |
| 44 | Stati Uniti (bandiera) | A     | Chris Ellis     | 1984 | 206  | 121  |
| 50 | Stati Uniti (bandiera) | A     | Keith Brumbaugh | 1985 | 208  | 98   |
|    | Stati Uniti (bandiera) | G     | Carl Elliott    | 1983 | 193  | 100  |
|    | Francia (bandiera)     | C     | Alexis Ajinça   | 1988 | 213  | 100  |
|    | Stati Uniti (bandiera) | C     | Chris Alexander | 1980 | 216  | 118  |
|    | Stati Uniti (bandiera) | G     | Sean Singletary | 1985 | 183  | 84   |
|    | Stati Uniti (bandiera) | A     | Brian Harper    | 1985 | 206  | 93   |

## Staff tecnico
- Allenatore: Nate Tibbetts
- Vice-allenatore: Tony Fritz
- Preparatore atletico: Dustin Schramm